# Peter Whittingham
Peter Michael Whittingham (* 8. September 1984 in Nuneaton, England; † 19. März 2020 in Cardiff, Wales) war ein englischer Fußballspieler. Der 17-malige U21-Nationalspieler entstammte dem Nachwuchsbereich von Aston Villa; von 2007 bis 2017 spielte der Mittelfeldakteur bei Cardiff City in über 450 Pflichtspielen, stieg mit dem Klub 2013 in die Premier League auf und stand sowohl im FA Cup (2008) als auch im League Cup (2012) im Finale.

## Karriere

### Aston Villa
Whittingham debütierte für Aston Villa in der Rückrunde der Premier League 2002/03. Seinen Durchbruch als Stammspieler für den Verein aus Birmingham erreichte er in der Folgesaison, als er in 32 Ligaspielen zum Einsatz kam. Aufgrund geringerer Einsatzzeiten 2004/05 wurde er in der Rückrunde an den Zweitligisten FC Burnley ausgeliehen. In der Saison 2005/06 wechselte er auf Leihbasis zu Derby County, die ebenfalls in der zweiten Liga spielten. Nachdem Whittingham auch in der Premier League 2006/07 nur selten für seine Mannschaft hatte agieren können, unterschrieb er für 350.000 Pfund Ablöse im Januar 2007 einen Vertrag beim Zweitligisten Cardiff City.

### Cardiff City
In seiner neuen Mannschaft fand sich Whittingham schnell zurecht und absolvierte 19 Ligaspiele, in denen er vier Tore erzielte. City belegte am Saisonende einen Platz im Mittelfeld der Tabelle. Auch im folgenden Jahr fand sich der Verein aus Cardiff in dieser Tabellenregion wieder, Peter Whittingham kam 2007/08 zu 41 Ligaeinsätzen und erzielte fünf Tore. Höhepunkt in der Saison war der Einzug ins Finale des FA Cup 2007/08. Cardiff City hatte auf dem Weg dorthin u. a. die Wolverhampton Wanderers und den FC Middlesbrough besiegt, ehe im Halbfinale der FC Barnsley wartete. Vor 82.752 Zuschauern in Wembley siegte Cardiff durch ein frühes Tor von Joe Ledley mit 1:0 und zog damit in das Finale ein. Dieses verlor die Mannschaft am 17. Mai 2008 vor 89.874 Zuschauern in Wembley jedoch mit 0:1 gegen den FC Portsmouth. Das goldene Tor für die Südengländer erzielte Nwankwo Kanu in der 37. Spielminute. Peter Whittingham, der im Verlauf des FA Cups drei Tore erzielt hatte, wurde in der 61. Minute ausgewechselt und durch den jungen Waliser Aaron Ramsey ersetzt.
In der Football League Championship 2008/09 konnte sich Cardiff deutlich steigern und verfehlte mit dem siebenten Platz die Play-offs nur sehr knapp. Lediglich ein mehr erzieltes Tor führte die punkt- und tordifferenzgleiche Mannschaft von Preston North End auf den sechsten Rang. Auch in der Saison 2009/10 spielte City erfolgreich und beendete das Jahr auf dem vierten Tabellenplatz. Nach einem Erfolg in der ersten Play-off-Runde gegen Leicester City, zog Whittingham mit seinem Team in das Play-off-Finale ein. Das Spiel wurde am 22. Mai 2010 in Wembley ausgetragen und vom FC Blackpool mit 3:2 gewonnen. Damit verfehlte Cardiff den Aufstieg in die Premier League denkbar knapp. Peter Whittingham spielte eine ausgezeichnete Saison und erzielte in 41 Ligaeinsätzen 20 Tore. Damit wurde er gemeinsam mit Nicky Maynard von Bristol City Torschützenkönig der zweiten Liga. Zudem erhielt er die Ehre zum Spieler des Monats Oktober 2009 ausgezeichnet zu werden und fand Aufnahme ins PFA Team of the Year der Football League Championship 2009/10.

### Nationalmannschaft
Peter Whittingham kam zwischen 2003 und 2007 zu 17 Länderspielen für die englische U21-Nationalmannschaft und erzielte dabei drei Tore. Er nahm zudem mit Mitspielern wie Ashley Young, James Milner, Joe Hart und Leighton Baines an der U21-Europameisterschaft 2007 in den Niederlanden teil. England scheiterte im Halbfinale mit 12:13 nach Elfmeterschießen am Gastgeber.

## Tod
Whittingham erlitt am 7. März 2020 bei einem Sturz in einem Pub in Barry eine schwere Kopfverletzung. Er wurde in kritischem Zustand in das University Hospital of Wales in Cardiff eingeliefert, wo er zwölf Tage später seiner Verletzung erlag.

## Erfolge
- Meister der Football League Championship und Aufstieg in die Premier League: 2012/13
- FA-Cup-Finalist: 2007/08 (0:1 gegen den FC Portsmouth)
- League-Cup-Finalist: 2011/12 (4:5 n. E. gegen den FC Liverpool)
- PFA Team of the Year: 2009/10 (Championship)
- Torschützenkönig der Football League Championship: 2009/10 (20 Treffer)